# Mazama rufina
Mazama rufina är en däggdjursart som först beskrevs av Jules Bourcier och Jacques Pucheran 1852.  Mazama rufina ingår i släktet spetshjortar, och familjen hjortdjur. IUCN kategoriserar arten globalt som sårbar. Inga underarter finns listade i Catalogue of Life.
Denna spetshjort förekommer i Anderna från Colombia till norra Peru. Arten vistas i regioner som ligger 1500 till 3500 meter över havet. Habitatet utgörs av bergsskogar, molnskogar och bergsängar. Skogarna har vanligen en tät undervegetation.
Individerna kan vara aktiva på dagen och på natten. De lever ensam eller i par och äter blad, frukter och andra växtdelar. Troligen markerar de reviret med avföring. Spetshjorten hoppar in i den täta växtligheten när den känner sig hotade. Vid mindre störningar väntar den en tid utan att röra sig.

## Bildgalleri

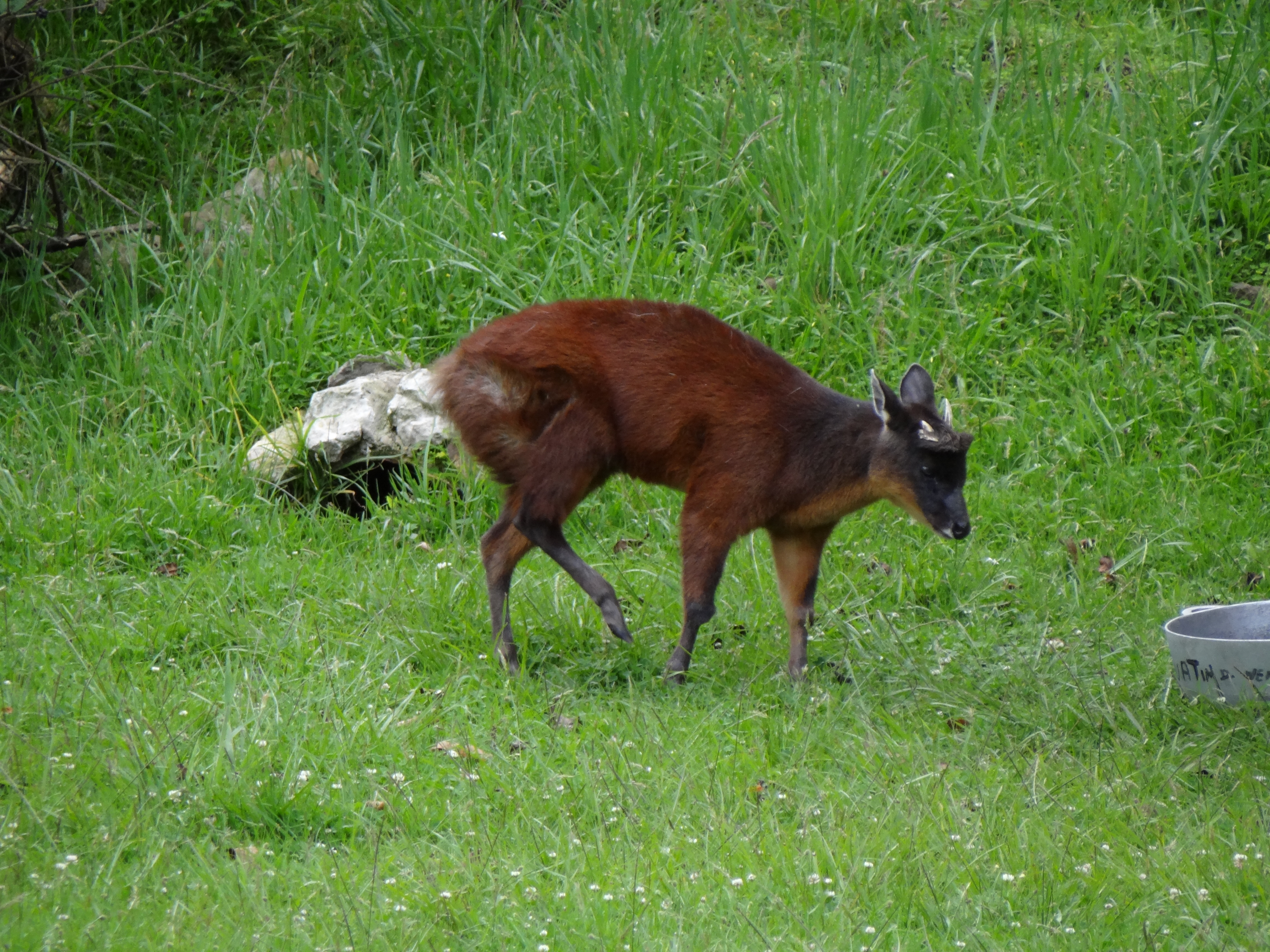
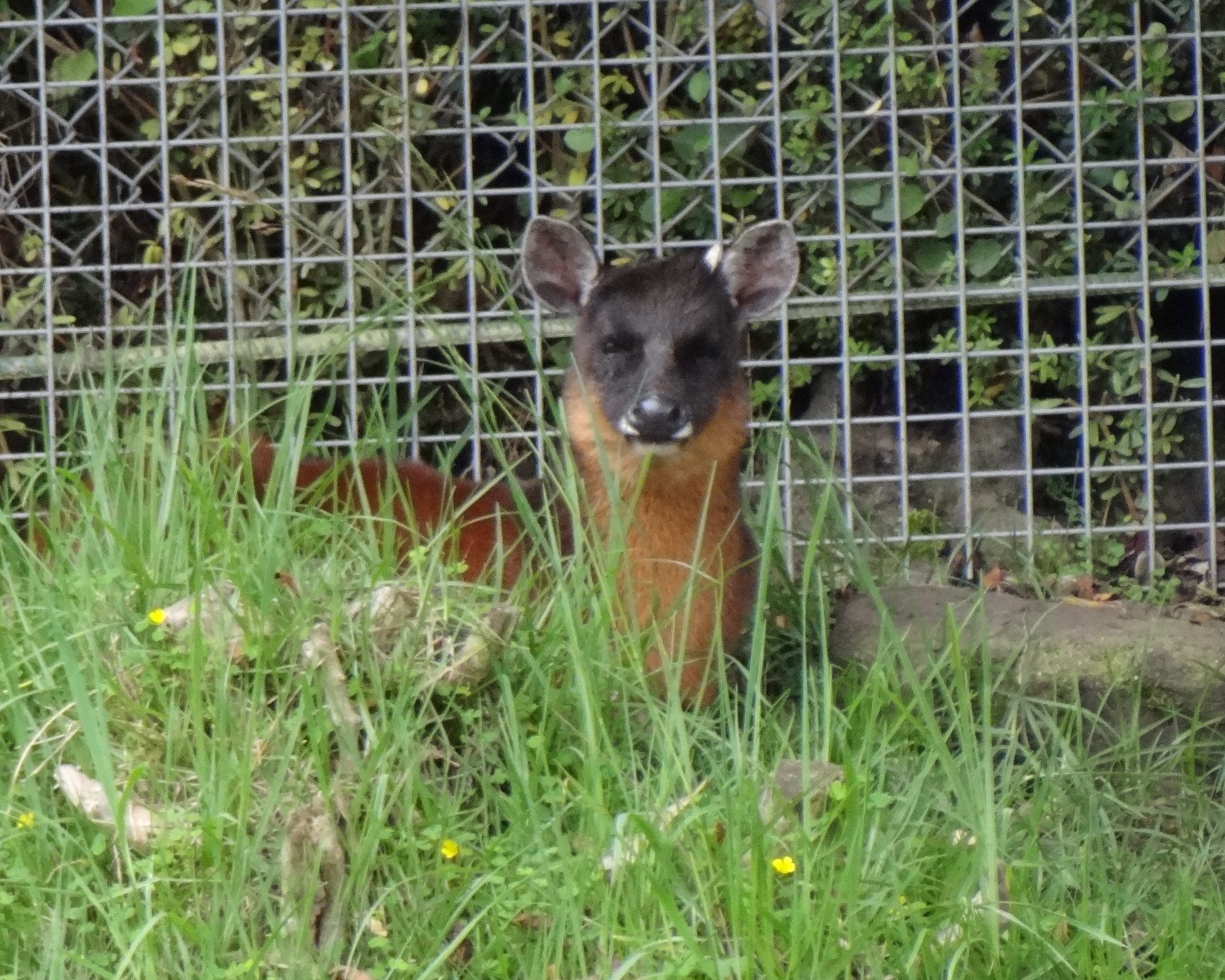